# Vasile Demetrius
Vasile Demetrius (n. 1 octombrie 1878, Șcheii Brașovului, Austro-Ungaria – d. 15 martie 1942, București) a fost un scriitor, poet, prozator și traducător român.

## Biografie
A fost director al colecțiilor de cărți Căminul (1916) ți Biblioteca pentru toți (1923).

## Opera
- Versuri, Buzău, 1901;
- Trepte rupte, București, 1906;
- Tinerețea Casandrei, București, 1913;
- Puterea farmecelor și alte nuvele, București, 1913;
- Sonete, București, 1914;
- Canarul mizantropului, București, 1916;
- Cântăreața, București, 1916;
- Școala profesională „Arhiereul Gherasim”, București, 1916;
- Motanul ucigaș, București, 1918;
- Dragoste neîmpărtășită, București, 1919;
- Păcatul rabinului, București, 1920;
- Orașul bucuriei, București, 1920;
- Strigoiul, București, 1920;
- Domnul colonel, București, 1920;
- Matei Dumbărău, București, 1921;
- Paradisul rușinos, București, 1921;
- Domnul deputat, București, 1921;
- Pentru părerea lumii, București, 1921;
- Vagabondul, București, 1922;
- Unchiul Năstase și nepotul său Petre Nicodim, București, 1923;
- Nuvele alese, Arad, 1925;
- Fecioarele, București, 1925;
- Norocul cucoanei Frosa, București, 1926;
- Vieți zdrobite, București, 1926;
- Monahul Damian, București, 1928; ediție îngrijită și prefață de Corneliu Popescu, București, 1991;
- Cocorii, București, 1942;
- Versuri alese, București, 1943;
- Nuvele, prefață de I. Manole, București, 1952;
- Scrieri alese, îngrijită și prefață de Margareta Feraru, I-II, București, 1967;
- Poezii, ediție îngrijită și prefață de Emil Manu, București, 1984.

### Traduceri
- Paul Bourget, Contesa de Candale. Simona, București, 1886;
- Honore de Balzac, Liturghia ateului, București, 1911; Neamul Marana, București, 1916; Jupân Cornelius, București, 1943;
- Vicente Blasco Ibanez, În pădurea de portocali, București, 1913; Coliba blestemată, București, 1918; Floare de mai, București, 1919; Flămânzii. La Horda, București, 1923; O tragedie de pomină, București, 1930; Don Rafael, București, 1937;
- William Shakespeare, Hamlet, București, 1913; Macbeth, București, 1936;
- Guy de Maupassant, Floria, București, 1914; Răzbunarea, București, 1916;
- Dmitri Merejkovski, Moartea zeilor, București, 1916; Leonardo da Vinci, București, 1920; Învierea zeilor, București, 1921; Gioconda, București, 1921; Petru cel Mare, București, 1923;
- Stendhal, Schitul din Parma, I-II, București, 1922-1923;
- W.A. Hoffmann, O mireasă la loterie, București, 1926;
- Charles Dickens, David Copperfeld, I-III, București, 1928;
- W. Somerset Maugham, Din Oceanul Pacific, București, 1930;
- J.H. Fabre, Minunile instinctului la gângănii. Păianjenul. Lăcusta verde, București, 1931;
- Louis Bromfield, Vin ploile, I-II, București, 1941 (în colaborare cu Lucia Demetrius); Un erou modern, București, 1946; Dragoste și destin, București, 1993;
- Hippolyte Taine, Despre Balzac și despre Stendhal, București; Pictura Renașterii în Italia, București; Pictura în Țările de Jos, București; Sculptura în Grecia, București.